# Europees kampioenschap handbal vrouwen 2016 (kwalificatie)
De kwalificatie voor het Europees kampioenschap handbal vrouwen 2016 is een reeks wedstrijden in het handbal die zal uitmaken welke landen mogen deelnemen aan het Europees kampioenschap handbal vrouwen 2016.

## Kwalificatiesysteem

### Plaatsing
De loting voor de kwalificatieronde vond plaats op 24 maart 2015 in Wenen, Oostenrijk. Het gastland, Zweden, had zich automatisch geplaatst voor het eindtoernooi. 32 teams hadden zich geregistreerd voor de kwalificatie. Zij streden voor de nog 15 resterende plekken op het eindtoernooi in 2 kwalificatiefases.  
De overige 30 landenteams zijn verdeeld over verschillende potten op basis van de "EHF landenteam ranglijst voor vrouwen". Deze teams zijn zo verdeeld dat in elke poule één team per pot zit. De vier teams die het laagst stonden op de ranglijst van de EHF. De zes laagst geklasseerde teams op basis van de "EHF landenteam ranglijst voor vrouwen" moesten aanvangen met kwalificatiefase 1. De twee groepswinnaars van fase 1 plaatsten zich voor fase 2, alsmede de overige 26 teams. In kwalificatiefase 2 werden de 28 teams verdeeld over zeven groepen van vier teams. De top twee teams van elke groep kwalificeerden zich voor het eindtoernooi, alsmede de beste nummer 3. Voor het bepalen van de beste nummer 3, werden de resultaten tegen het laagst geklasseerde team van de groep geëlimineerd.

### Speeldata
- Kwalificatie fase 1 : 12 - 14 juni 2015
- Ronde 1 & 2: 7 - 11 oktober 2015
- Ronde 3 & 4: 9 - 13 maart 2016
- Ronde 5 & 6: 1 - 5 juni 2016

## Kwalificatiefase 1
De groepen spelen een toernooiformaat van 12-14 juni 2015 in een van de deelnemende landen. De groepwinnaars plaatsen zich voor de 2e kwalificatiefase. 

### Groep A
| Pos | Team         | Wed | W | G | V | Ptn | DV | DT | +/− | Kwalificatie       |
| --- | ------------ | --- | - | - | - | --- | -- | -- | --- | ------------------ |
| 1   | Bulgarije    | 2   | 2 | 0 | 0 | 4   | 63 | 50 | +13 | Kwalificatiefase 2 |
| 2   | Azerbeidzjan | 2   | 1 | 0 | 1 | 2   | 57 | 60 | −3  |                    |
| 3   | Faeröer      | 2   | 0 | 0 | 2 | 0   | 50 | 60 | −10 |                    |

| Vrijdag 12 juni 2015 18:00 | Bulgarije  | 31–22   | Faeröer     | Orlovetz Hall, Gabrovo Toeschouwers: 1.000 Scheidsrechters: Ilieva, Karbeska (MKD) |
| Vrijdag 12 juni 2015 18:00 | Dobreva 11 | (12–10) | Samuelsen 7 | Orlovetz Hall, Gabrovo Toeschouwers: 1.000 Scheidsrechters: Ilieva, Karbeska (MKD) |
| Vrijdag 12 juni 2015 18:00 | 3× 1×      | verslag | 3×          | Orlovetz Hall, Gabrovo Toeschouwers: 1.000 Scheidsrechters: Ilieva, Karbeska (MKD) |

| Zaterdag 13 juni 2015 18:00 | Faeröer      | 28–29   | Azerbeidzjan | Orlovetz Hall, Gabrovo Toeschouwers: 300 Scheidsrechters: Ilieva, Karbeska (MKD) |
| Zaterdag 13 juni 2015 18:00 | Samuelsen 10 | (14–14) | Tankaskaya 7 | Orlovetz Hall, Gabrovo Toeschouwers: 300 Scheidsrechters: Ilieva, Karbeska (MKD) |
| Zaterdag 13 juni 2015 18:00 | 3× 6×        | verslag | 3× 4× 1×     | Orlovetz Hall, Gabrovo Toeschouwers: 300 Scheidsrechters: Ilieva, Karbeska (MKD) |

| Zondag 14 juni 2015 18:00 | Azerbeidzjan | 28–32   | Bulgarije             | Orlovetz Hall, Gabrovo Toeschouwers: 850 Scheidsrechters: Ilieva, Karbeska (MKD) |
| Zondag 14 juni 2015 18:00 | Tankaskaya 7 | (12–13) | Bogdanova, Omoregie 8 | Orlovetz Hall, Gabrovo Toeschouwers: 850 Scheidsrechters: Ilieva, Karbeska (MKD) |
| Zondag 14 juni 2015 18:00 | 3×           | verslag | 3× 2×                 | Orlovetz Hall, Gabrovo Toeschouwers: 850 Scheidsrechters: Ilieva, Karbeska (MKD) |

### Groep B
| Pos | Team    | Wed | W | G | V | Ptn | DV | DT | +/− | Kwalificatie       |
| --- | ------- | --- | - | - | - | --- | -- | -- | --- | ------------------ |
| 1   | Finland | 2   | 2 | 0 | 0 | 4   | 53 | 42 | +11 | Kwalificatiefase 2 |
| 2   | Israël  | 2   | 1 | 0 | 1 | 2   | 47 | 47 | 0   |                    |
| 3   | Kosovo  | 2   | 0 | 0 | 2 | 0   | 40 | 51 | −11 |                    |

| Vrijdag 12 juni 2015 19:00 | Kosovo | 19–27   | Finland | Sisu Arena, Karis Toeschouwers: 360 Scheidsrechters: Markovska, Vutov (BUL) |
| Vrijdag 12 juni 2015 19:00 | Beka 7 | (6–12)  | Roos 7  | Sisu Arena, Karis Toeschouwers: 360 Scheidsrechters: Markovska, Vutov (BUL) |
| Vrijdag 12 juni 2015 19:00 | 2× 4×  | verslag | 2× 4×   | Sisu Arena, Karis Toeschouwers: 360 Scheidsrechters: Markovska, Vutov (BUL) |

| Zaterdag 13 juni 2015 16:00 | Israël   | 24–21   | Kosovo | Sisu Arena, Karis Toeschouwers: 80 Scheidsrechters: Markovska, Vutov (BUL) |
| Zaterdag 13 juni 2015 16:00 | Vikrat 7 | (9–8)   | Rama 5 | Sisu Arena, Karis Toeschouwers: 80 Scheidsrechters: Markovska, Vutov (BUL) |
| Zaterdag 13 juni 2015 16:00 | 2× 1×    | verslag | 3× 5×  | Sisu Arena, Karis Toeschouwers: 80 Scheidsrechters: Markovska, Vutov (BUL) |

| Zondag 14 juni 2015 12:00 | Finland    | 26–23   | Israël             | Sisu Arena, Karis Toeschouwers: 320 Scheidsrechters: Markovska, Vutov (BUL) |
| Zondag 14 juni 2015 12:00 | Lindholm 9 | (18–15) | Turgeman, Vikrat 6 | Sisu Arena, Karis Toeschouwers: 320 Scheidsrechters: Markovska, Vutov (BUL) |
| Zondag 14 juni 2015 12:00 | 3× 4×      | verslag | 3× 2×              | Sisu Arena, Karis Toeschouwers: 320 Scheidsrechters: Markovska, Vutov (BUL) |

## Kwalificatiefase 2
De loting werd gehouden op 9 april 2015 in Kristianstad, Zweden.

### Plaatsing
| Pot 1                                                             | Pot 2                                                       | Pot 3                                                                     | Pot 4                                                           |
| ----------------------------------------------------------------- | ----------------------------------------------------------- | ------------------------------------------------------------------------- | --------------------------------------------------------------- |
| Noorwegen Montenegro Denemarken Hongarije Servië Frankrijk Spanje | Duitsland Roemenië Polen Rusland Nederland Tsjechië Kroatië | Slowakije Oekraïne IJsland Noord-Macedonië Turkije Wit-Rusland Oostenrijk | Slovenië Portugal Zwitserland Italië Litouwen Bulgarije Finland |

### Groep 1
| Pos | Team        | Wed | W | G | V | Ptn | DV  | DT  | +/− | Kwalificatie |
| --- | ----------- | --- | - | - | - | --- | --- | --- | --- | ------------ |
| 1   | Noorwegen   | 6   | 5 | 0 | 1 | 10  | 178 | 128 | +50 | Eindtoernooi |
| 2   | Roemenië    | 6   | 4 | 0 | 2 | 8   | 150 | 137 | +13 | Eindtoernooi |
| 3   | Wit-Rusland | 6   | 3 | 0 | 3 | 6   | 159 | 168 | −9  |              |
| 4   | Litouwen    | 6   | 0 | 0 | 6 | 0   | 140 | 194 | −54 |              |

| Woensdag 7 oktober 2015 19:00 | Noorwegen | 35–24   | Wit-Rusland  | Trondheim Spektrum, Trondheim Toeschouwers: 3.160 Scheidsrechters: Antić, Jakovljević (SRB) |
| Woensdag 7 oktober 2015 19:00 | Løke 7    | (19–13) | Nestsiaruk 7 | Trondheim Spektrum, Trondheim Toeschouwers: 3.160 Scheidsrechters: Antić, Jakovljević (SRB) |
| Woensdag 7 oktober 2015 19:00 | 2×        | verslag | 3× 5×        | Trondheim Spektrum, Trondheim Toeschouwers: 3.160 Scheidsrechters: Antić, Jakovljević (SRB) |

| Donderdag 8 oktober 2015 19:00 | Roemenië | 29–20   | Litouwen         | Traian Sports Hall, Râmnicu Vâlcea Toeschouwers: 3.000 Scheidsrechters: Madsen, Mortensen (DEN) |
| Donderdag 8 oktober 2015 19:00 | Neagu 8  | (16–10) | Bernatavičiūtė 6 | Traian Sports Hall, Râmnicu Vâlcea Toeschouwers: 3.000 Scheidsrechters: Madsen, Mortensen (DEN) |
| Donderdag 8 oktober 2015 19:00 | 2× 4×    | verslag | 3× 4×            | Traian Sports Hall, Râmnicu Vâlcea Toeschouwers: 3.000 Scheidsrechters: Madsen, Mortensen (DEN) |

| Zondag 11 oktober 2015 13:00 | Litouwen         | 21–28   | Noorwegen | Kaunas Sports Hall, Kaunas Toeschouwers: 850 Scheidsrechters: Bonifert-Oláh (HUN) |
| Zondag 11 oktober 2015 13:00 | Bernatavičiūtė 6 | (9–13)  | Mørk 5    | Kaunas Sports Hall, Kaunas Toeschouwers: 850 Scheidsrechters: Bonifert-Oláh (HUN) |
| Zondag 11 oktober 2015 13:00 | 2× 4×            | verslag | 2× 3×     | Kaunas Sports Hall, Kaunas Toeschouwers: 850 Scheidsrechters: Bonifert-Oláh (HUN) |

| Zondag 11 oktober 2015 15:00 | Wit-Rusland     | 23–25   | Roemenië | Minsk Sports Palace, Minsk Toeschouwers: 3.215 Scheidsrechters: Schilha, Schilha (GER) |
| Zondag 11 oktober 2015 15:00 | Artsiukhovich 6 | (14–12) | Neagu 11 | Minsk Sports Palace, Minsk Toeschouwers: 3.215 Scheidsrechters: Schilha, Schilha (GER) |
| Zondag 11 oktober 2015 15:00 | 3×              | verslag | 3× 2×    | Minsk Sports Palace, Minsk Toeschouwers: 3.215 Scheidsrechters: Schilha, Schilha (GER) |

| Woensdag 9 maart 2016 19:00 | Litouwen       | 21–29   | Wit-Rusland | Kaunas Sports Hall, Kaunas Toeschouwers: 500 Scheidsrechters: Dvorský, Karlubík (SVK) |
| Woensdag 9 maart 2016 19:00 | Šatkauskaitė 9 | (10–15) | Yezhykava 6 | Kaunas Sports Hall, Kaunas Toeschouwers: 500 Scheidsrechters: Dvorský, Karlubík (SVK) |
| Woensdag 9 maart 2016 19:00 | 3×             | verslag | 3× 5×       | Kaunas Sports Hall, Kaunas Toeschouwers: 500 Scheidsrechters: Dvorský, Karlubík (SVK) |

| Woensdag 9 maart 2016 20:00 | Roemenië | 25–20   | Noorwegen | Polyvalent Hall, Cluj-Napoca Toeschouwers: 7.100 Scheidsrechters: Pandžić, Šatordžija (BIH) |
| Woensdag 9 maart 2016 20:00 | Neagu 10 | (16–9)  | Mørk 6    | Polyvalent Hall, Cluj-Napoca Toeschouwers: 7.100 Scheidsrechters: Pandžić, Šatordžija (BIH) |
| Woensdag 9 maart 2016 20:00 | 3× 8× 1× | verslag | 3× 6×     | Polyvalent Hall, Cluj-Napoca Toeschouwers: 7.100 Scheidsrechters: Pandžić, Šatordžija (BIH) |

| Zondag 13 maart 2016 17:00 | Wit-Rusland | 38–35   | Litouwen       | Minsk Sports Palace, Minsk Toeschouwers: 2.650 Scheidsrechters: Bounouara, Sami (FRA) |
| Zondag 13 maart 2016 17:00 | Yezhykava 8 | (18–15) | drie spelers 7 | Minsk Sports Palace, Minsk Toeschouwers: 2.650 Scheidsrechters: Bounouara, Sami (FRA) |
| Zondag 13 maart 2016 17:00 | 2× 5×       | verslag | 3× 4×          | Minsk Sports Palace, Minsk Toeschouwers: 2.650 Scheidsrechters: Bounouara, Sami (FRA) |

| Zondag 13 maart 2016 18:00 | Noorwegen | 27–17   | Roemenië  | Stavanger Idrettshall, Stavanger Toeschouwers: 6.000 Scheidsrechters: Santos, Fonseca (POR) |
| Zondag 13 maart 2016 18:00 | Løke 7    | (12–8)  | Vizitiu 6 | Stavanger Idrettshall, Stavanger Toeschouwers: 6.000 Scheidsrechters: Santos, Fonseca (POR) |
| Zondag 13 maart 2016 18:00 | 2× 3×     | verslag | 2× 1×     | Stavanger Idrettshall, Stavanger Toeschouwers: 6.000 Scheidsrechters: Santos, Fonseca (POR) |

| Woensdag 1 juni 2016 19:00 | Wit-Rusland | 22–32   | Noorwegen | Sport Palace Uruchje, Minsk Toeschouwers: 2.200 Scheidsrechters: Tzaferopoulos, Bethmann (GRE) |
| Woensdag 1 juni 2016 19:00 | Yezhykava 7 | (9–15)  | Sulland 6 | Sport Palace Uruchje, Minsk Toeschouwers: 2.200 Scheidsrechters: Tzaferopoulos, Bethmann (GRE) |
| Woensdag 1 juni 2016 19:00 | 3× 1×       | verslag | 3× 2×     | Sport Palace Uruchje, Minsk Toeschouwers: 2.200 Scheidsrechters: Tzaferopoulos, Bethmann (GRE) |

| Woensdag 1 juni 2016 19:00 | Litouwen       | 24–34   | Roemenië   | Kaunas Sports Hall, Kaunas Toeschouwers: 500 Scheidsrechters: Markovska, Vutov (BUL) |
| Woensdag 1 juni 2016 19:00 | Ivanauskaitė 7 | (11–20) | Chintoan 6 | Kaunas Sports Hall, Kaunas Toeschouwers: 500 Scheidsrechters: Markovska, Vutov (BUL) |
| Woensdag 1 juni 2016 19:00 | 3×             | verslag | 2× 8×      | Kaunas Sports Hall, Kaunas Toeschouwers: 500 Scheidsrechters: Markovska, Vutov (BUL) |

| Zaterdag 4 juni 2016 19:00 | Roemenië | 20–23   | Wit-Rusland | Polyvalent Hall, Piatra Neamţ Toeschouwers: 3.800 Scheidsrechters: Bennani, Bennani (SWE) |
| Zaterdag 4 juni 2016 19:00 | Pîrvuț 5 | (9–9)   | Yezhykava 9 | Polyvalent Hall, Piatra Neamţ Toeschouwers: 3.800 Scheidsrechters: Bennani, Bennani (SWE) |
| Zaterdag 4 juni 2016 19:00 | 3× 2×    | verslag | 3× 4× 1×    | Polyvalent Hall, Piatra Neamţ Toeschouwers: 3.800 Scheidsrechters: Bennani, Bennani (SWE) |

| Zaterdag 4 juni 2016 19:30 | Noorwegen  | 36–19   | Litouwen                     | Oslo Spektrum, Oslo Toeschouwers: 3.945 Scheidsrechters: Schols, Zuijlen (NED) |
| Zaterdag 4 juni 2016 19:30 | Kurtović 6 | (15–10) | Ivanauskaitė, Šatkauskaitė 5 | Oslo Spektrum, Oslo Toeschouwers: 3.945 Scheidsrechters: Schols, Zuijlen (NED) |
| Zaterdag 4 juni 2016 19:30 | 3× 4×      | verslag | 3× 5×                        | Oslo Spektrum, Oslo Toeschouwers: 3.945 Scheidsrechters: Schols, Zuijlen (NED) |

### Groep 2
| Pos | Team     | Wed | W | G | V | Ptn | DV  | DT  | +/− | Kwalificatie |
| --- | -------- | --- | - | - | - | --- | --- | --- | --- | ------------ |
| 1   | Servië   | 6   | 5 | 1 | 0 | 11  | 191 | 141 | +50 | Eindtoernooi |
| 2   | Tsjechië | 6   | 4 | 1 | 1 | 9   | 170 | 142 | +28 | Eindtoernooi |
| 3   | Oekraïne | 6   | 2 | 0 | 4 | 4   | 174 | 162 | +12 |              |
| 4   | Italië   | 6   | 0 | 0 | 6 | 0   | 113 | 203 | −90 |              |

| Woensdag 7 oktober 2015 16:05 | Tsjechië             | 33–15   | Italië         | Aréna Sparta Podvinný Mlýn, Praag Toeschouwers: 1.020 Scheidsrechters: Žalienė, Kijauskaitė (LTU) |
| Woensdag 7 oktober 2015 16:05 | Hrbková, Jeřábková 5 | (14–5)  | Niederwieser 8 | Aréna Sparta Podvinný Mlýn, Praag Toeschouwers: 1.020 Scheidsrechters: Žalienė, Kijauskaitė (LTU) |
| Woensdag 7 oktober 2015 16:05 | 2× 3×                | verslag | 3× 7×          | Aréna Sparta Podvinný Mlýn, Praag Toeschouwers: 1.020 Scheidsrechters: Žalienė, Kijauskaitė (LTU) |

| Donderdag 8 oktober 2015 18:00 | Servië          | 34–25   | Oekraïne      | Kraljevo Sports Hall, Kraljevo Toeschouwers: 1.200 Scheidsrechters: Florescu, Stoia (ROU) |
| Donderdag 8 oktober 2015 18:00 | Radosavljević 9 | (14–12) | Nikolayenko 9 | Kraljevo Sports Hall, Kraljevo Toeschouwers: 1.200 Scheidsrechters: Florescu, Stoia (ROU) |
| Donderdag 8 oktober 2015 18:00 | 3× 1×           | verslag | 3× 2×         | Kraljevo Sports Hall, Kraljevo Toeschouwers: 1.200 Scheidsrechters: Florescu, Stoia (ROU) |

| Zondag 11 oktober 2015 18:00 | Oekraïne                 | 20–24   | Tsjechië    | SK Yunist Uzhgorod, Oezjhorod Toeschouwers: 1.000 Scheidsrechters: Lesiak, Lidacka (POL) |
| Zondag 11 oktober 2015 18:00 | Borshchenko, Perederiy 5 | (12–8)  | Kordovská 7 | SK Yunist Uzhgorod, Oezjhorod Toeschouwers: 1.000 Scheidsrechters: Lesiak, Lidacka (POL) |
| Zondag 11 oktober 2015 18:00 | 3× 7×                    | verslag | 3×          | SK Yunist Uzhgorod, Oezjhorod Toeschouwers: 1.000 Scheidsrechters: Lesiak, Lidacka (POL) |

| Zondag 11 oktober 2015 19:00 | Italië         | 19–32   | Servië     | Palazzetto dello Sport Andria, Andria Toeschouwers: 1.350 Scheidsrechters: Kiyashko, Kiselev (RUS) |
| Zondag 11 oktober 2015 19:00 | Niederwieser 8 | (10–15) | Živković 8 | Palazzetto dello Sport Andria, Andria Toeschouwers: 1.350 Scheidsrechters: Kiyashko, Kiselev (RUS) |
| Zondag 11 oktober 2015 19:00 | 3× 5×          | verslag | 3×         | Palazzetto dello Sport Andria, Andria Toeschouwers: 1.350 Scheidsrechters: Kiyashko, Kiselev (RUS) |

| Woensdag 9 maart 2016 18:00 | Tsjechië  | 25–30   | Servië         | Euronics Arena, Zlín Toeschouwers: 1.400 Scheidsrechters: Hansen, Pettersen (NOR) |
| Woensdag 9 maart 2016 18:00 | Hrbková 7 | (15–17) | Krpež Slezak 7 | Euronics Arena, Zlín Toeschouwers: 1.400 Scheidsrechters: Hansen, Pettersen (NOR) |
| Woensdag 9 maart 2016 18:00 | 3×        | verslag | 3× 5×          | Euronics Arena, Zlín Toeschouwers: 1.400 Scheidsrechters: Hansen, Pettersen (NOR) |

| Donderdag 10 maart 2016 19:00 | Italië          | 19–37   | Oekraïne       | PalaGolfo, Follonica Toeschouwers: 1.350 Scheidsrechters: Thomassen, Schmack (BEL) |
| Donderdag 10 maart 2016 19:00 | Niederwieser 10 | (10–18) | Borshchenko 10 | PalaGolfo, Follonica Toeschouwers: 1.350 Scheidsrechters: Thomassen, Schmack (BEL) |
| Donderdag 10 maart 2016 19:00 | 3×              | verslag | 3× 2×          | PalaGolfo, Follonica Toeschouwers: 1.350 Scheidsrechters: Thomassen, Schmack (BEL) |

| Zondag 13 maart 2016 15:30 | Oekraïne      | 36–23   | Italië            | SK Yunist Uzhgorod, Oezjhorod Toeschouwers: 800 Scheidsrechters: Praštalo, Todorović (BIH) |
| Zondag 13 maart 2016 15:30 | Borshchenko 8 | (15–6)  | Costa, Gheorghe 5 | SK Yunist Uzhgorod, Oezjhorod Toeschouwers: 800 Scheidsrechters: Praštalo, Todorović (BIH) |
| Zondag 13 maart 2016 15:30 | 3× 7×         | verslag | 3× 5×             | SK Yunist Uzhgorod, Oezjhorod Toeschouwers: 800 Scheidsrechters: Praštalo, Todorović (BIH) |

| Zondag 13 maart 2016 18:00 | Servië         | 28–28   | Tsjechië  | Kraljevo Sports Hall, Kraljevo Toeschouwers: 2.000 Scheidsrechters: Doychinov, Goretsov (BUL) |
| Zondag 13 maart 2016 18:00 | Krpež Slezak 9 | (15–15) | Hrbková 5 | Kraljevo Sports Hall, Kraljevo Toeschouwers: 2.000 Scheidsrechters: Doychinov, Goretsov (BUL) |
| Zondag 13 maart 2016 18:00 | 3× 5×          | verslag | 3× 2×     | Kraljevo Sports Hall, Kraljevo Toeschouwers: 2.000 Scheidsrechters: Doychinov, Goretsov (BUL) |

| Woensdag 1 juni 2016 19:00 | Oekraïne | 26–31   | Servië         | Palace of Sports, Kiev Toeschouwers: 980 Scheidsrechters: Mandák, Rudinský (SVK) |
| Woensdag 1 juni 2016 19:00 | Glibko 9 | (12–15) | Krpež Slezak 7 | Palace of Sports, Kiev Toeschouwers: 980 Scheidsrechters: Mandák, Rudinský (SVK) |
| Woensdag 1 juni 2016 19:00 | 2× 4×    | verslag | 3× 7×          | Palace of Sports, Kiev Toeschouwers: 980 Scheidsrechters: Mandák, Rudinský (SVK) |

| Woensdag 1 juni 2016 20:00 | Italië     | 19–29   | Tsjechië             | Pala di San Giacomo dell'Orio, Bari Toeschouwers: 1.000 Scheidsrechters: Christiansen, Hansen (DEN) |
| Woensdag 1 juni 2016 20:00 | Gheorghe 8 | (11–15) | Hrbková, Kordovská 5 | Pala di San Giacomo dell'Orio, Bari Toeschouwers: 1.000 Scheidsrechters: Christiansen, Hansen (DEN) |
| Woensdag 1 juni 2016 20:00 | 3× 5×      | verslag | 3× 1×                | Pala di San Giacomo dell'Orio, Bari Toeschouwers: 1.000 Scheidsrechters: Christiansen, Hansen (DEN) |

| Zaterdag 4 juni 2016 18:00 | Servië         | 36–18   | Italië     | Kraljevo Sports Hall, Kraljevo Toeschouwers: 700 Scheidsrechters: Bonifert, Oláh (HUN) |
| Zaterdag 4 juni 2016 18:00 | Krpež Slezak 7 | (21–10) | Gheorghe 6 | Kraljevo Sports Hall, Kraljevo Toeschouwers: 700 Scheidsrechters: Bonifert, Oláh (HUN) |
| Zaterdag 4 juni 2016 18:00 | 3× 4×          | verslag | 3× 4×      | Kraljevo Sports Hall, Kraljevo Toeschouwers: 700 Scheidsrechters: Bonifert, Oláh (HUN) |

| Zaterdag 4 juni 2016 18:10 | Tsjechië    | 31–30   | Oekraïne  | Sportovni hala Banik Most, Most Toeschouwers: 925 Scheidsrechters: Vitaku, Vitaku (KOS) |
| Zaterdag 4 juni 2016 18:10 | Jeřábková 8 | (15–12) | Glibko 10 | Sportovni hala Banik Most, Most Toeschouwers: 925 Scheidsrechters: Vitaku, Vitaku (KOS) |
| Zaterdag 4 juni 2016 18:10 | 3× 1×       | verslag | 3× 2×     | Sportovni hala Banik Most, Most Toeschouwers: 925 Scheidsrechters: Vitaku, Vitaku (KOS) |

### Groep 3
| Pos | Team       | Wed | W | G | V | Ptn | DV  | DT  | +/−  | Kwalificatie |
| --- | ---------- | --- | - | - | - | --- | --- | --- | ---- | ------------ |
| 1   | Nederland  | 6   | 5 | 0 | 1 | 10  | 216 | 140 | +76  | Eindtoernooi |
| 2   | Spanje     | 6   | 5 | 0 | 1 | 10  | 192 | 126 | +66  | Eindtoernooi |
| 3   | Oostenrijk | 6   | 2 | 0 | 4 | 4   | 160 | 171 | −11  |              |
| 4   | Bulgarije  | 6   | 0 | 0 | 6 | 0   | 112 | 243 | −131 |              |

| Woensdag 7 oktober 2015 19:30 | Nederland | 45–24   | Bulgarije  | Topsportcentrum Rotterdam, Rotterdam Toeschouwers: 2.000 Scheidsrechters: Sirbu, Suponicov (MDA) |
| Woensdag 7 oktober 2015 19:30 | Abbingh 7 | (24–16) | Omoregie 8 | Topsportcentrum Rotterdam, Rotterdam Toeschouwers: 2.000 Scheidsrechters: Sirbu, Suponicov (MDA) |
| Woensdag 7 oktober 2015 19:30 | 3×        | verslag | 3× 5×      | Topsportcentrum Rotterdam, Rotterdam Toeschouwers: 2.000 Scheidsrechters: Sirbu, Suponicov (MDA) |

| Woensdag 7 oktober 2015 20:45 | Spanje          | 25–15   | Oostenrijk | Multiúsos Fontes do Sar, Santiago de Compostela Toeschouwers: 2.800 Scheidsrechters: Leandersson, Lindroos (FIN) |
| Woensdag 7 oktober 2015 20:45 | López Herrero 5 | (13–6)  | Engel 5    | Multiúsos Fontes do Sar, Santiago de Compostela Toeschouwers: 2.800 Scheidsrechters: Leandersson, Lindroos (FIN) |
| Woensdag 7 oktober 2015 20:45 | 3× 2×           | verslag | 3× 2×      | Multiúsos Fontes do Sar, Santiago de Compostela Toeschouwers: 2.800 Scheidsrechters: Leandersson, Lindroos (FIN) |

| Zondag 11 oktober 2015 17:00 | Bulgarije | 14–39   | Spanje    | Orlovetz Hall, Gabrovo Toeschouwers: 500 Scheidsrechters: Brehmer, Skowronek (POL) |
| Zondag 11 oktober 2015 17:00 | Kotseva 3 | (8–20)  | Alberto 6 | Orlovetz Hall, Gabrovo Toeschouwers: 500 Scheidsrechters: Brehmer, Skowronek (POL) |
| Zondag 11 oktober 2015 17:00 | 3× 1×     | verslag | 3× 1×     | Orlovetz Hall, Gabrovo Toeschouwers: 500 Scheidsrechters: Brehmer, Skowronek (POL) |

| Zondag 11 oktober 2015 18:15 | Oostenrijk | 25–31   | Nederland | Bundessport- und Freizeitzentrum Südstadt, Maria Enzersdorf Toeschouwers: 800 Scheidsrechters: Vujačić, Kažanegra (MNE) |
| Zondag 11 oktober 2015 18:15 | Engel 7    | (11–13) | Abbingh 6 | Bundessport- und Freizeitzentrum Südstadt, Maria Enzersdorf Toeschouwers: 800 Scheidsrechters: Vujačić, Kažanegra (MNE) |
| Zondag 11 oktober 2015 18:15 | 2× 3×      | verslag | 2× 5×     | Bundessport- und Freizeitzentrum Südstadt, Maria Enzersdorf Toeschouwers: 800 Scheidsrechters: Vujačić, Kažanegra (MNE) |

| Woensdag 9 maart 2016 18:00 | Bulgarije        | 20–33   | Oostenrijk     | Orlovetz Hall, Gabrovo Toeschouwers: 400 Scheidsrechters: Scevola, Alperan (ITA) |
| Woensdag 9 maart 2016 18:00 | Agova, Pavlova 5 | (10–13) | Scheffknecht 8 | Orlovetz Hall, Gabrovo Toeschouwers: 400 Scheidsrechters: Scevola, Alperan (ITA) |
| Woensdag 9 maart 2016 18:00 | 3× 2×            | verslag | 3×             | Orlovetz Hall, Gabrovo Toeschouwers: 400 Scheidsrechters: Scevola, Alperan (ITA) |

| Woensdag 9 maart 2016 19:00 | Nederland | 31–21   | Spanje | Topsportcentrum, Almere Toeschouwers: 3.000 Scheidsrechters: Horváth, Marton (HUN) |
| Woensdag 9 maart 2016 19:00 | Snelder 7 | (13–10) | Pena 9 | Topsportcentrum, Almere Toeschouwers: 3.000 Scheidsrechters: Horváth, Marton (HUN) |
| Woensdag 9 maart 2016 19:00 | 3×        | verslag | 2× 4×  | Topsportcentrum, Almere Toeschouwers: 3.000 Scheidsrechters: Horváth, Marton (HUN) |

| Zaterdag 12 maart 2016 13:00 | Spanje            | 32–29   | Nederland | Palacio de los Deportes de León, León Toeschouwers: 3.000 Scheidsrechters: Christiansen, Hansen (DEN) |
| Zaterdag 12 maart 2016 13:00 | Cabral Barbosa 10 | (20–11) | Broch 7   | Palacio de los Deportes de León, León Toeschouwers: 3.000 Scheidsrechters: Christiansen, Hansen (DEN) |
| Zaterdag 12 maart 2016 13:00 | 3× 4×             | verslag | 3× 7× 1×  | Palacio de los Deportes de León, León Toeschouwers: 3.000 Scheidsrechters: Christiansen, Hansen (DEN) |

| Zaterdag 12 maart 2016 20:25 | Oostenrijk     | 39–27   | Bulgarije   | Handball-Arena Rieden Vorkloster, Bregenz Toeschouwers: 1.400 Scheidsrechters: Katsikis, Michailidis (GRE) |
| Zaterdag 12 maart 2016 20:25 | Scheffknecht 8 | (19–12) | Sarandeva 9 | Handball-Arena Rieden Vorkloster, Bregenz Toeschouwers: 1.400 Scheidsrechters: Katsikis, Michailidis (GRE) |
| Zaterdag 12 maart 2016 20:25 | 3× 4×          | verslag | 1× 5×       | Handball-Arena Rieden Vorkloster, Bregenz Toeschouwers: 1.400 Scheidsrechters: Katsikis, Michailidis (GRE) |

| Woensdag 1 juni 2016 18:00 | Bulgarije   | 16–45   | Nederland | Orlovetz Hall, Gabrovo Toeschouwers: 250 Scheidsrechters: Aghakishi, Aghakishi (AZE) |
| Woensdag 1 juni 2016 18:00 | Bogdanova 6 | (8–19)  | Luciano 8 | Orlovetz Hall, Gabrovo Toeschouwers: 250 Scheidsrechters: Aghakishi, Aghakishi (AZE) |
| Woensdag 1 juni 2016 18:00 | 3× 2×       | verslag | 3× 4×     | Orlovetz Hall, Gabrovo Toeschouwers: 250 Scheidsrechters: Aghakishi, Aghakishi (AZE) |

| Woensdag 1 juni 2016 20:25 | Oostenrijk | 26–33   | Spanje    | OlympiaWorld Innsbruck, Innsbruck Toeschouwers: 1.400 Scheidsrechters: Gasmi, Gasmi (FRA) |
| Woensdag 1 juni 2016 20:25 | Engel 9    | (12–16) | Aguilar 8 | OlympiaWorld Innsbruck, Innsbruck Toeschouwers: 1.400 Scheidsrechters: Gasmi, Gasmi (FRA) |
| Woensdag 1 juni 2016 20:25 | 3× 5× 1×   | verslag | 3× 5×     | OlympiaWorld Innsbruck, Innsbruck Toeschouwers: 1.400 Scheidsrechters: Gasmi, Gasmi (FRA) |

| Zaterdag 4 juni 2016 16:00 | Nederland | 35–22   | Oostenrijk    | Maaspoort Sports and Events, 's-Hertogenbosch Toeschouwers: 2.600 Scheidsrechters: Ilieva, Karbeska (MKD) |
| Zaterdag 4 juni 2016 16:00 | Abbingh 9 | (18–11) | Frey, Engel 6 | Maaspoort Sports and Events, 's-Hertogenbosch Toeschouwers: 2.600 Scheidsrechters: Ilieva, Karbeska (MKD) |
| Zaterdag 4 juni 2016 16:00 | 3× 1×     | verslag | 3× 5×         | Maaspoort Sports and Events, 's-Hertogenbosch Toeschouwers: 2.600 Scheidsrechters: Ilieva, Karbeska (MKD) |

| Zaterdag 4 juni 2016 18:00 | Spanje             | 42–11   | Bulgarije   | Polideportivo Ciudad Jardin, Málaga Toeschouwers: 2.000 Scheidsrechters: Sa, Sa (POR) |
| Zaterdag 4 juni 2016 18:00 | Mangué, Martínez 6 | (22–7)  | Sarandeva 3 | Polideportivo Ciudad Jardin, Málaga Toeschouwers: 2.000 Scheidsrechters: Sa, Sa (POR) |
| Zaterdag 4 juni 2016 18:00 | 3× 2×              | verslag | 3× 2×       | Polideportivo Ciudad Jardin, Málaga Toeschouwers: 2.000 Scheidsrechters: Sa, Sa (POR) |

### Groep 4
| Pos | Team            | Wed | W | G | V | Ptn | DV  | DT  | +/− | Kwalificatie                                                    |
| --- | --------------- | --- | - | - | - | --- | --- | --- | --- | --------------------------------------------------------------- |
| 1   | Montenegro      | 6   | 5 | 0 | 1 | 10  | 147 | 129 | +18 | Eindtoernooi                                                    |
| 2   | Kroatië         | 6   | 4 | 0 | 2 | 8   | 173 | 137 | +36 | Eindtoernooi                                                    |
| 3   | Slovenië        | 6   | 3 | 0 | 3 | 6   | 142 | 134 | +8  | Beste als derde geëindigde team geplaatst voor het eindtoernooi |
| 4   | Noord-Macedonië | 6   | 0 | 0 | 6 | 0   | 114 | 176 | −62 |                                                                 |

| Woensdag 7 oktober 2015 19:00 | Kroatië    | 27–19   | Slovenië | Školska sportska dvorana Umag, Umag Toeschouwers: 1.000 Scheidsrechters: Opava, Válek (CZE) |
| Woensdag 7 oktober 2015 19:00 | Penezić 10 | (14–11) | Mavsar 7 | Školska sportska dvorana Umag, Umag Toeschouwers: 1.000 Scheidsrechters: Opava, Válek (CZE) |
| Woensdag 7 oktober 2015 19:00 | 3× 1×      | verslag | 1× 4× 1× | Školska sportska dvorana Umag, Umag Toeschouwers: 1.000 Scheidsrechters: Opava, Válek (CZE) |

| Woensdag 7 oktober 2015 19:30 | Montenegro  | 21–14   | Noord-Macedonië | SC Topolica, Bar Toeschouwers: 2.200 Scheidsrechters: Arntsen, Røen (NOR) |
| Woensdag 7 oktober 2015 19:30 | Bulatović 6 | (12–8)  | Gjeorgjievska 4 | SC Topolica, Bar Toeschouwers: 2.200 Scheidsrechters: Arntsen, Røen (NOR) |
| Woensdag 7 oktober 2015 19:30 | 1× 2×       | verslag | 2×              | SC Topolica, Bar Toeschouwers: 2.200 Scheidsrechters: Arntsen, Røen (NOR) |

| Zaterdag 10 oktober 2015 20:15 | Noord-Macedonië | 22–36   | Kroatië   | SRC Kale, Skopje Toeschouwers: 800 Scheidsrechters: Vranes, Wenninger (AUT) |
| Zaterdag 10 oktober 2015 20:15 | Ristovska 8     | (11–15) | Penezić 9 | SRC Kale, Skopje Toeschouwers: 800 Scheidsrechters: Vranes, Wenninger (AUT) |
| Zaterdag 10 oktober 2015 20:15 | 3× 5×           | verslag | 3× 4×     | SRC Kale, Skopje Toeschouwers: 800 Scheidsrechters: Vranes, Wenninger (AUT) |

| Zondag 11 oktober 2015 16:00 | Slovenië          | 20–22   | Montenegro  | Športna dvorana Kodeljevo, Ljubljana Toeschouwers: 1.000 Scheidsrechters: Năstase, Stancu (ROU) |
| Zondag 11 oktober 2015 16:00 | Mavsar, Lazović 6 | (11–11) | Bulatović 9 | Športna dvorana Kodeljevo, Ljubljana Toeschouwers: 1.000 Scheidsrechters: Năstase, Stancu (ROU) |
| Zondag 11 oktober 2015 16:00 | 2× 6×             | verslag | 2× 5×       | Športna dvorana Kodeljevo, Ljubljana Toeschouwers: 1.000 Scheidsrechters: Năstase, Stancu (ROU) |

| Donderdag 10 maart 2016 17:30 | Slovenië  | 35–17   | Noord-Macedonië | Športna dvorana Ljudski Vrt, Maribor Toeschouwers: 1.500 Scheidsrechters: Zendali, Riello (ITA) |
| Donderdag 10 maart 2016 17:30 | Lazović 6 | (18–8)  | Keramichieva 5  | Športna dvorana Ljudski Vrt, Maribor Toeschouwers: 1.500 Scheidsrechters: Zendali, Riello (ITA) |
| Donderdag 10 maart 2016 17:30 | 3×        | verslag | 2×              | Športna dvorana Ljudski Vrt, Maribor Toeschouwers: 1.500 Scheidsrechters: Zendali, Riello (ITA) |

| Donderdag 10 maart 2016 20:00 | Kroatië    | 23–22   | Montenegro  | Spaladium Arena, Split Toeschouwers: 4.500 Scheidsrechters: Zotin, Volodkov (RUS) |
| Donderdag 10 maart 2016 20:00 | Penezić 11 | (13–13) | Raičević 10 | Spaladium Arena, Split Toeschouwers: 4.500 Scheidsrechters: Zotin, Volodkov (RUS) |
| Donderdag 10 maart 2016 20:00 | 3×         | verslag | 3× 2×       | Spaladium Arena, Split Toeschouwers: 4.500 Scheidsrechters: Zotin, Volodkov (RUS) |

| Zaterdag 12 maart 2016 20:00 | Noord-Macedonië | 21–22   | Slovenië | SRC Kale, Skopje Toeschouwers: 800 Scheidsrechters: Bolic, Hurich (AUT) |
| Zaterdag 12 maart 2016 20:00 | Stojanovska 5   | (10–11) | Mavsar 7 | SRC Kale, Skopje Toeschouwers: 800 Scheidsrechters: Bolic, Hurich (AUT) |
| Zaterdag 12 maart 2016 20:00 | 2× 1×           | verslag | 2× 4×    | SRC Kale, Skopje Toeschouwers: 800 Scheidsrechters: Bolic, Hurich (AUT) |

| Zaterdag 12 maart 2016 20:30 | Montenegro  | 31–29   | Kroatië   | SC Topolica, Bar Toeschouwers: 3.200 Scheidsrechters: Jović, Arnautović (BIH) |
| Zaterdag 12 maart 2016 20:30 | Bulatović 8 | (19–15) | Penezić 8 | SC Topolica, Bar Toeschouwers: 3.200 Scheidsrechters: Jović, Arnautović (BIH) |
| Zaterdag 12 maart 2016 20:30 | 3× 2×       | verslag | 3× 4×     | SC Topolica, Bar Toeschouwers: 3.200 Scheidsrechters: Jović, Arnautović (BIH) |

| Woensdag 1 juni 2016 18:00 | Slovenië      | 24–23   | Kroatië | Golovec Hall, Celje Toeschouwers: 2.000 Scheidsrechters: Horváth, Marton (HUN) |
| Woensdag 1 juni 2016 18:00 | Gros, Irman 8 | (9–11)  | Bašić 8 | Golovec Hall, Celje Toeschouwers: 2.000 Scheidsrechters: Horváth, Marton (HUN) |
| Woensdag 1 juni 2016 18:00 | 3× 6×         | verslag | 3×      | Golovec Hall, Celje Toeschouwers: 2.000 Scheidsrechters: Horváth, Marton (HUN) |

| Donderdag 2 juni 2016 18:00 | Noord-Macedonië | 21–27   | Montenegro | SRC Kale, Skopje Toeschouwers: 550 Scheidsrechters: Sirbu, Suponicov (MDA) |
| Donderdag 2 juni 2016 18:00 | Ristovska 6     | (12–13) | Jauković 7 | SRC Kale, Skopje Toeschouwers: 550 Scheidsrechters: Sirbu, Suponicov (MDA) |
| Donderdag 2 juni 2016 18:00 | 3×              | verslag | 3× 4×      | SRC Kale, Skopje Toeschouwers: 550 Scheidsrechters: Sirbu, Suponicov (MDA) |

| Zondag 5 juni 2016 18:00 | Kroatië   | 35–19   | Noord-Macedonië | Centar Zamet, Rijeka Toeschouwers: 900 Scheidsrechters: Blanck, Isen (SWE) |
| Zondag 5 juni 2016 18:00 | Penezić 7 | (17–7)  | vier spelers 3  | Centar Zamet, Rijeka Toeschouwers: 900 Scheidsrechters: Blanck, Isen (SWE) |
| Zondag 5 juni 2016 18:00 | 3×        | verslag | 3× 1×           | Centar Zamet, Rijeka Toeschouwers: 900 Scheidsrechters: Blanck, Isen (SWE) |

| Zondag 5 juni 2016 20:00 | Montenegro  | 24–22   | Slovenië  | Sporthall "Nikoljac", Bijelo Polje Toeschouwers: 2.000 Scheidsrechters: Madsen, Mortensen (DEN) |
| Zondag 5 juni 2016 20:00 | Raičević 11 | (13–11) | Lazović 8 | Sporthall "Nikoljac", Bijelo Polje Toeschouwers: 2.000 Scheidsrechters: Madsen, Mortensen (DEN) |
| Zondag 5 juni 2016 20:00 | 3× 4×       | verslag | 3× 5×     | Sporthall "Nikoljac", Bijelo Polje Toeschouwers: 2.000 Scheidsrechters: Madsen, Mortensen (DEN) |

### Groep 5
| Pos | Team      | Wed | W | G | V | Ptn | DV  | DT  | +/−  | Kwalificatie |
| --- | --------- | --- | - | - | - | --- | --- | --- | ---- | ------------ |
| 1   | Hongarije | 6   | 5 | 0 | 1 | 10  | 198 | 130 | +68  | Eindtoernooi |
| 2   | Polen     | 6   | 5 | 0 | 1 | 10  | 163 | 121 | +42  | Eindtoernooi |
| 3   | Slowakije | 6   | 2 | 0 | 4 | 4   | 142 | 138 | +4   |              |
| 4   | Finland   | 6   | 0 | 0 | 6 | 0   | 84  | 198 | −114 |              |

| Woensdag 7 oktober 2015 20:00 | Polen       | 29–12   | Finland    | Hala RCS, Lubin Toeschouwers: 3.400 Scheidsrechters: Stenrand, Birch (DEN) |
| Woensdag 7 oktober 2015 20:00 | Kulwińska 6 | (13–8)  | Cainberg 5 | Hala RCS, Lubin Toeschouwers: 3.400 Scheidsrechters: Stenrand, Birch (DEN) |
| Woensdag 7 oktober 2015 20:00 | 3× 1×       | verslag | 3× 2×      | Hala RCS, Lubin Toeschouwers: 3.400 Scheidsrechters: Stenrand, Birch (DEN) |

| Donderdag 8 oktober 2015 18:00 | Hongarije | 32–19   | Slowakije  | OBO Aréna Dabas, Dabas Toeschouwers: 2.000 Scheidsrechters: Marić, Mašić (SRB) |
| Donderdag 8 oktober 2015 18:00 | Mayer 5   | (15–8)  | Szarková 5 | OBO Aréna Dabas, Dabas Toeschouwers: 2.000 Scheidsrechters: Marić, Mašić (SRB) |
| Donderdag 8 oktober 2015 18:00 | 3×        | verslag | 2× 3×      | OBO Aréna Dabas, Dabas Toeschouwers: 2.000 Scheidsrechters: Marić, Mašić (SRB) |

| Zaterdag 10 oktober 2015 18:00 | Slowakije  | 21–23   | Polen        | Mestská športová hala, Šaľa Toeschouwers: 2.127 Scheidsrechters: Alpaidze, Berezkina (RUS) |
| Zaterdag 10 oktober 2015 18:00 | Školková 9 | (11–14) | Niedźwiedź 5 | Mestská športová hala, Šaľa Toeschouwers: 2.127 Scheidsrechters: Alpaidze, Berezkina (RUS) |
| Zaterdag 10 oktober 2015 18:00 | 3× 1×      | verslag | 3×           | Mestská športová hala, Šaľa Toeschouwers: 2.127 Scheidsrechters: Alpaidze, Berezkina (RUS) |

| Zondag 11 oktober 2015 14:00 | Finland    | 25–38   | Hongarije     | Sisu Arena, Karis Toeschouwers: 500 Scheidsrechters: Praštalo, Todorović (BIH) |
| Zondag 11 oktober 2015 14:00 | Degerman 7 | (13–16) | Szucsánszki 9 | Sisu Arena, Karis Toeschouwers: 500 Scheidsrechters: Praštalo, Todorović (BIH) |
| Zondag 11 oktober 2015 14:00 | 3× 1×      | verslag | 3× 4×         | Sisu Arena, Karis Toeschouwers: 500 Scheidsrechters: Praštalo, Todorović (BIH) |

| Woensdag 9 maart 2016 18:30 | Finland        | 15–29   | Slowakije   | Energia Areena, Vantaa Toeschouwers: 700 Scheidsrechters: Bennani, Bennani (SWE) |
| Woensdag 9 maart 2016 18:30 | drie spelers 3 | (8–15)  | Trehubová 6 | Energia Areena, Vantaa Toeschouwers: 700 Scheidsrechters: Bennani, Bennani (SWE) |
| Woensdag 9 maart 2016 18:30 | 2× 4×          | verslag | 3× 6×       | Energia Areena, Vantaa Toeschouwers: 700 Scheidsrechters: Bennani, Bennani (SWE) |

| Woensdag 9 maart 2016 20:30 | Polen      | 24–27   | Hongarije | Hala Widowiskowo-Sportowa, Koszalin Toeschouwers: 3.000 Scheidsrechters: Vujačić, Kažanegra (MNE) |
| Woensdag 9 maart 2016 20:30 | Siódmiak 5 | (13–13) | Zácsik 6  | Hala Widowiskowo-Sportowa, Koszalin Toeschouwers: 3.000 Scheidsrechters: Vujačić, Kažanegra (MNE) |
| Woensdag 9 maart 2016 20:30 | 3× 2×      | verslag | 2× 3×     | Hala Widowiskowo-Sportowa, Koszalin Toeschouwers: 3.000 Scheidsrechters: Vujačić, Kažanegra (MNE) |

| Zaterdag 12 maart 2016 16:00 | Slowakije  | 25–8    | Finland          | City Sport Hall, Partizánske Toeschouwers: 1.200 Scheidsrechters: Ilieva, Karbeska (MKD) |
| Zaterdag 12 maart 2016 16:00 | Školková 7 | (11–3)  | Hilli, Näräkkä 2 | City Sport Hall, Partizánske Toeschouwers: 1.200 Scheidsrechters: Ilieva, Karbeska (MKD) |
| Zaterdag 12 maart 2016 16:00 | 3× 4×      | verslag | 3× 1×            | City Sport Hall, Partizánske Toeschouwers: 1.200 Scheidsrechters: Ilieva, Karbeska (MKD) |

| Zondag 13 maart 2016 18:30 | Hongarije  | 25–26   | Polen        | Érd Aréna, Érd Toeschouwers: 2.200 Scheidsrechters: Kijauskaitė, Žalienė (LTU) |
| Zondag 13 maart 2016 18:30 | Triscsuk 7 | (16–17) | Kobylińska 7 | Érd Aréna, Érd Toeschouwers: 2.200 Scheidsrechters: Kijauskaitė, Žalienė (LTU) |
| Zondag 13 maart 2016 18:30 | 3×         | verslag | 3×           | Érd Aréna, Érd Toeschouwers: 2.200 Scheidsrechters: Kijauskaitė, Žalienė (LTU) |

| Woensdag 1 juni 2016 18:00 | Slowakije  | 23–32   | Hongarije  | Chemkostav Arena, Michalovce Toeschouwers: 1.600 Scheidsrechters: Năstase, Stancu (ROU) |
| Woensdag 1 juni 2016 18:00 | Školková 6 | (12–15) | Triscsuk 6 | Chemkostav Arena, Michalovce Toeschouwers: 1.600 Scheidsrechters: Năstase, Stancu (ROU) |
| Woensdag 1 juni 2016 18:00 | 3× 2×      | verslag | 2× 4×      | Chemkostav Arena, Michalovce Toeschouwers: 1.600 Scheidsrechters: Năstase, Stancu (ROU) |

| Woensdag 1 juni 2016 18:30 | Finland        | 11–33   | Polen          | Energia Areena, Vantaa Toeschouwers: 400 Scheidsrechters: Guðjónsson, Samuelsen |
| Woensdag 1 juni 2016 18:30 | vier spelers 2 | (3–17)  | Kudłacz-Gloc 9 | Energia Areena, Vantaa Toeschouwers: 400 Scheidsrechters: Guðjónsson, Samuelsen |
| Woensdag 1 juni 2016 18:30 | 3× 1×          | verslag | 3× 1×          | Energia Areena, Vantaa Toeschouwers: 400 Scheidsrechters: Guðjónsson, Samuelsen |

| Zaterdag 4 juni 2016 20:00 | Polen          | 28–25   | Slowakije  | Orlen Arena, Płock Toeschouwers: 1.700 Scheidsrechters: Sager, Styger (SUI) |
| Zaterdag 4 juni 2016 20:00 | Kudłacz-Gloc 8 | (15–13) | Kučerová 5 | Orlen Arena, Płock Toeschouwers: 1.700 Scheidsrechters: Sager, Styger (SUI) |
| Zaterdag 4 juni 2016 20:00 | 2×             | verslag | 3× 2×      | Orlen Arena, Płock Toeschouwers: 1.700 Scheidsrechters: Sager, Styger (SUI) |

| Zondag 5 juni 2016 18:00 | Hongarije | 44–13   | Finland    | Városi Sportcsarnok, Érd Toeschouwers: 1.500 Scheidsrechters: Aliyev, Aghakishiyev (AZE) |
| Zondag 5 juni 2016 18:00 | Lukács 6  | (21–5)  | Cainberg 5 | Városi Sportcsarnok, Érd Toeschouwers: 1.500 Scheidsrechters: Aliyev, Aghakishiyev (AZE) |
| Zondag 5 juni 2016 18:00 | 3× 4×     | verslag | 3× 2×      | Városi Sportcsarnok, Érd Toeschouwers: 1.500 Scheidsrechters: Aliyev, Aghakishiyev (AZE) |

### Groep 6
| Pos | Team       | Wed | W | G | V | Ptn | DV  | DT  | +/− | Kwalificatie |
| --- | ---------- | --- | - | - | - | --- | --- | --- | --- | ------------ |
| 1   | Rusland    | 6   | 6 | 0 | 0 | 12  | 200 | 145 | +55 | Eindtoernooi |
| 2   | Denemarken | 6   | 4 | 0 | 2 | 8   | 162 | 135 | +27 | Eindtoernooi |
| 3   | Turkije    | 6   | 1 | 0 | 5 | 2   | 157 | 190 | −33 |              |
| 4   | Portugal   | 6   | 1 | 0 | 5 | 2   | 134 | 183 | −49 |              |

| Donderdag 8 oktober 2015 19:00 | Rusland     | 39–19   | Portugal  | Palace of Sport "Rostov Don", Rostov-on-Don Toeschouwers: 3.500 Scheidsrechters: Tzaferopoulos, Bethmann (GRE) |
| Donderdag 8 oktober 2015 19:00 | Davydenko 7 | (20–10) | Tavares 5 | Palace of Sport "Rostov Don", Rostov-on-Don Toeschouwers: 3.500 Scheidsrechters: Tzaferopoulos, Bethmann (GRE) |
| Donderdag 8 oktober 2015 19:00 | 3× 4×       | verslag | 3× 4×     | Palace of Sport "Rostov Don", Rostov-on-Don Toeschouwers: 3.500 Scheidsrechters: Tzaferopoulos, Bethmann (GRE) |

| Donderdag 8 oktober 2015 20:15 | Denemarken            | 28–19   | Turkije | Ceres Arena, Aarhus Toeschouwers: 4.086 Scheidsrechters: Nabokau, Kulik (BLR) |
| Donderdag 8 oktober 2015 20:15 | Jørgensen, Nørgaard 6 | (16–10) | Şahin 9 | Ceres Arena, Aarhus Toeschouwers: 4.086 Scheidsrechters: Nabokau, Kulik (BLR) |
| Donderdag 8 oktober 2015 20:15 | 3× 6×                 | verslag | 3× 5×   | Ceres Arena, Aarhus Toeschouwers: 4.086 Scheidsrechters: Nabokau, Kulik (BLR) |

| Zondag 11 oktober 2015 16:10 | Portugal           | 21–26   | Denemarken            | Multiusos de Pinhel, Pinhel Toeschouwers: 1.700 Scheidsrechters: Bonaventura, Bonaventura (FRA) |
| Zondag 11 oktober 2015 16:10 | Emidio Rodrigues 5 | (10–14) | Fisker, Kristiansen 4 | Multiusos de Pinhel, Pinhel Toeschouwers: 1.700 Scheidsrechters: Bonaventura, Bonaventura (FRA) |
| Zondag 11 oktober 2015 16:10 | 3× 6×              | verslag | 3× 4×                 | Multiusos de Pinhel, Pinhel Toeschouwers: 1.700 Scheidsrechters: Bonaventura, Bonaventura (FRA) |

| Zondag 11 oktober 2015 17:00 | Turkije  | 30–44   | Rusland  | THF Sport Hall, Ankara Toeschouwers: 800 Scheidsrechters: Pandžić, Šatordžija (BIH) |
| Zondag 11 oktober 2015 17:00 | Şahin 8  | (14–25) | Ilina 9  | THF Sport Hall, Ankara Toeschouwers: 800 Scheidsrechters: Pandžić, Šatordžija (BIH) |
| Zondag 11 oktober 2015 17:00 | 3× 9× 1× | verslag | 3× 6× 1× | THF Sport Hall, Ankara Toeschouwers: 800 Scheidsrechters: Pandžić, Šatordžija (BIH) |

| Woensdag 9 maart 2016 19:00 | Rusland      | 31–27   | Denemarken  | Sportcomplex "Zvezdniy", Astrakhan Toeschouwers: 5.000 Scheidsrechters: Opava, Válek (CZE) |
| Woensdag 9 maart 2016 19:00 | Vyakhireva 9 | (16–12) | Jørgensen 6 | Sportcomplex "Zvezdniy", Astrakhan Toeschouwers: 5.000 Scheidsrechters: Opava, Válek (CZE) |
| Woensdag 9 maart 2016 19:00 | 3× 4× 1×     | verslag | 3× 1×       | Sportcomplex "Zvezdniy", Astrakhan Toeschouwers: 5.000 Scheidsrechters: Opava, Válek (CZE) |

| Donderdag 10 maart 2016 20:00 | Portugal             | 24–23   | Turkije      | Pavilhão Municipal de São Pedro do Sul, São Pedro do Sul Toeschouwers: 1.025 Scheidsrechters: Di Domenico, Fornasier (ITA) |
| Donderdag 10 maart 2016 20:00 | Rodrigues, Correia 4 | (11–11) | Demirçelen 7 | Pavilhão Municipal de São Pedro do Sul, São Pedro do Sul Toeschouwers: 1.025 Scheidsrechters: Di Domenico, Fornasier (ITA) |
| Donderdag 10 maart 2016 20:00 | 3× 1×                | verslag | 3× 1×        | Pavilhão Municipal de São Pedro do Sul, São Pedro do Sul Toeschouwers: 1.025 Scheidsrechters: Di Domenico, Fornasier (ITA) |

| Zaterdag 12 maart 2016 17:10 | Denemarken | 22–24   | Rusland                 | Næstved Arena, Næstved Toeschouwers: 3.011 Scheidsrechters: Kékes, Kékes (HUN) |
| Zaterdag 12 maart 2016 17:10 | Hansen 6   | (8–14)  | Dmitrieva, Vyakhireva 4 | Næstved Arena, Næstved Toeschouwers: 3.011 Scheidsrechters: Kékes, Kékes (HUN) |
| Zaterdag 12 maart 2016 17:10 | 3× 4×      | verslag | 2× 5×                   | Næstved Arena, Næstved Toeschouwers: 3.011 Scheidsrechters: Kékes, Kékes (HUN) |

| Zondag 13 maart 2016 16:00 | Turkije   | 37–31   | Portugal   | THF Sport Hall, Ankara Toeschouwers: 550 Scheidsrechters: Năstase, Stancu (ROU) |
| Zondag 13 maart 2016 16:00 | Yılmaz 11 | (17–18) | Oliveira 7 | THF Sport Hall, Ankara Toeschouwers: 550 Scheidsrechters: Năstase, Stancu (ROU) |
| Zondag 13 maart 2016 16:00 | 3×        | verslag | 3× 2×      | THF Sport Hall, Ankara Toeschouwers: 550 Scheidsrechters: Năstase, Stancu (ROU) |

| Woensdag 1 juni 2016 20:00 | Turkije        | 23–26   | Denemarken  | Rize Sports Hall, Rize Toeschouwers: 1.000 Scheidsrechters: Scevola, Alperan (ITA) |
| Woensdag 1 juni 2016 20:00 | İskenderoğlu 8 | (11–12) | Jørgensen 6 | Rize Sports Hall, Rize Toeschouwers: 1.000 Scheidsrechters: Scevola, Alperan (ITA) |
| Woensdag 1 juni 2016 20:00 | 3× 2×          | verslag | 3× 4×       | Rize Sports Hall, Rize Toeschouwers: 1.000 Scheidsrechters: Scevola, Alperan (ITA) |

| Donderdag 2 juni 2016 19:45 | Portugal   | 22–25   | Rusland            | PavilhaoMunicipal das Travessas, São João da Madeira Toeschouwers: 1.000 Scheidsrechters: Brkic, Jusufhodzic (AUT) |
| Donderdag 2 juni 2016 19:45 | Oliveira 5 | (6–13)  | Skorobogatchenko 6 | PavilhaoMunicipal das Travessas, São João da Madeira Toeschouwers: 1.000 Scheidsrechters: Brkic, Jusufhodzic (AUT) |
| Donderdag 2 juni 2016 19:45 | 3× 4×      | verslag | 3× 4×              | PavilhaoMunicipal das Travessas, São João da Madeira Toeschouwers: 1.000 Scheidsrechters: Brkic, Jusufhodzic (AUT) |

| Zondag 5 juni 2016 16:00 | Rusland               | 37–25   | Turkije  | Palace of Sports "Olimp" Krasnodar, Krasnodar Toeschouwers: 2.200 Scheidsrechters: Argyridis, Mouttas (CYP) |
| Zondag 5 juni 2016 16:00 | Bobrovnikova, Ilina 6 | (21–14) | Yılmaz 7 | Palace of Sports "Olimp" Krasnodar, Krasnodar Toeschouwers: 2.200 Scheidsrechters: Argyridis, Mouttas (CYP) |
| Zondag 5 juni 2016 16:00 | 3×                    | verslag | 3× 4×    | Palace of Sports "Olimp" Krasnodar, Krasnodar Toeschouwers: 2.200 Scheidsrechters: Argyridis, Mouttas (CYP) |

| Zondag 5 juni 2016 17:10 | Denemarken | 33–17   | Portugal  | Ceres Arena, Aarhus Toeschouwers: 2.834 Scheidsrechters: Praštalo, Todorović (BIH) |
| Zondag 5 juni 2016 17:10 | Okkels 7   | (11–7)  | Correia 4 | Ceres Arena, Aarhus Toeschouwers: 2.834 Scheidsrechters: Praštalo, Todorović (BIH) |
| Zondag 5 juni 2016 17:10 | 1× 2×      | verslag | 3× 4×     | Ceres Arena, Aarhus Toeschouwers: 2.834 Scheidsrechters: Praštalo, Todorović (BIH) |

### Groep 7
| Pos | Team        | Wed | W | G | V | Ptn | DV  | DT  | +/− | Kwalificatie |
| --- | ----------- | --- | - | - | - | --- | --- | --- | --- | ------------ |
| 1   | Frankrijk   | 6   | 6 | 0 | 0 | 12  | 162 | 113 | +49 | Eindtoernooi |
| 2   | Duitsland   | 6   | 4 | 0 | 2 | 8   | 149 | 128 | +21 | Eindtoernooi |
| 3   | IJsland     | 6   | 1 | 0 | 5 | 2   | 112 | 153 | −41 |              |
| 4   | Zwitserland | 6   | 1 | 0 | 5 | 2   | 122 | 151 | −29 |              |

| Woensdag 7 oktober 2015 19:30 | Duitsland        | 29–18   | Zwitserland | HUK-Coburg arena, Coburg Toeschouwers: 2.024 Scheidsrechters: Panayides, Andreou (CYP) |
| Woensdag 7 oktober 2015 19:30 | Naidzinavicius 6 | (13–10) | Scherer 6   | HUK-Coburg arena, Coburg Toeschouwers: 2.024 Scheidsrechters: Panayides, Andreou (CYP) |
| Woensdag 7 oktober 2015 19:30 | 3× 2×            | verslag | 3×          | HUK-Coburg arena, Coburg Toeschouwers: 2.024 Scheidsrechters: Panayides, Andreou (CYP) |

| Donderdag 8 oktober 2015 19:00 | Frankrijk      | 27–17   | IJsland        | Azur Arena, Antibes Toeschouwers: 2.800 Scheidsrechters: Álvarez, Bustamente (ESP) |
| Donderdag 8 oktober 2015 19:00 | drie spelers 4 | (11–8)  | vier spelers 3 | Azur Arena, Antibes Toeschouwers: 2.800 Scheidsrechters: Álvarez, Bustamente (ESP) |
| Donderdag 8 oktober 2015 19:00 | 2× 3×          | verslag | 3× 4×          | Azur Arena, Antibes Toeschouwers: 2.800 Scheidsrechters: Álvarez, Bustamente (ESP) |

| Zondag 11 oktober 2015 15:00 | Zwitserland | 19–28   | Frankrijk | Sporthalle Birsfelden, Birsfelden Toeschouwers: 950 Scheidsrechters: Cindrić, Gonzurek (CRO) |
| Zondag 11 oktober 2015 15:00 | Scherer 7   | (10–15) | Houette 7 | Sporthalle Birsfelden, Birsfelden Toeschouwers: 950 Scheidsrechters: Cindrić, Gonzurek (CRO) |
| Zondag 11 oktober 2015 15:00 | 3×          | verslag | 3× 6×     | Sporthalle Birsfelden, Birsfelden Toeschouwers: 950 Scheidsrechters: Cindrić, Gonzurek (CRO) |

| Zondag 11 oktober 2015 16:00 | IJsland       | 17–22   | Duitsland   | Hlíðarendi, Reykjavík Toeschouwers: 960 Scheidsrechters: Christiansen, Hansen (DEN) |
| Zondag 11 oktober 2015 16:00 | Knútsdóttir 4 | (11–12) | S. Müller 7 | Hlíðarendi, Reykjavík Toeschouwers: 960 Scheidsrechters: Christiansen, Hansen (DEN) |
| Zondag 11 oktober 2015 16:00 | 2× 4×         | verslag | 2× 1×       | Hlíðarendi, Reykjavík Toeschouwers: 960 Scheidsrechters: Christiansen, Hansen (DEN) |

| Woensdag 9 maart 2016 19:30 | Duitsland   | 21–24   | Frankrijk | EgeTrans Arena, Bietigheim-Bissingen Toeschouwers: 3.375 Scheidsrechters: Alpaidze, Berezkina (RUS) |
| Woensdag 9 maart 2016 19:30 | S. Müller 7 | (10–9)  | Pineau 9  | EgeTrans Arena, Bietigheim-Bissingen Toeschouwers: 3.375 Scheidsrechters: Alpaidze, Berezkina (RUS) |
| Woensdag 9 maart 2016 19:30 | 3× 4×       | verslag | 2× 1×     | EgeTrans Arena, Bietigheim-Bissingen Toeschouwers: 3.375 Scheidsrechters: Alpaidze, Berezkina (RUS) |

| Donderdag 10 maart 2016 20:00 | Zwitserland | 22–21   | IJsland       | GoEasy Arena, Siggenthal Toeschouwers: 1.420 Scheidsrechters: Antić, Jakovljević (SRB) |
| Donderdag 10 maart 2016 20:00 | Scherer 5   | (9–10)  | Knútsdóttir 6 | GoEasy Arena, Siggenthal Toeschouwers: 1.420 Scheidsrechters: Antić, Jakovljević (SRB) |
| Donderdag 10 maart 2016 20:00 | 2× 4×       | verslag | 3× 4×         | GoEasy Arena, Siggenthal Toeschouwers: 1.420 Scheidsrechters: Antić, Jakovljević (SRB) |

| Zaterdag 12 maart 2016 20:00 | Frankrijk | 25–19   | Duitsland      | Le Parnasse, Nîmes Toeschouwers: 3.500 Scheidsrechters: Brehmer, Skowronek (POL) |
| Zaterdag 12 maart 2016 20:00 | Pineau 8  | (13–9)  | drie spelers 4 | Le Parnasse, Nîmes Toeschouwers: 3.500 Scheidsrechters: Brehmer, Skowronek (POL) |
| Zaterdag 12 maart 2016 20:00 | 3× 2×     | verslag | 3× 4×          | Le Parnasse, Nîmes Toeschouwers: 3.500 Scheidsrechters: Brehmer, Skowronek (POL) |

| Zondag 13 maart 2016 16:30 | IJsland                    | 20–19   | Zwitserland | Íþróttamiðstöð Hauka, Hafnarfjörður Toeschouwers: 485 Scheidsrechters: Florescu, Stoia (ROU) |
| Zondag 13 maart 2016 16:30 | Pekarskyte, Sturludóttir 3 | (10–9)  | Frey 5      | Íþróttamiðstöð Hauka, Hafnarfjörður Toeschouwers: 485 Scheidsrechters: Florescu, Stoia (ROU) |
| Zondag 13 maart 2016 16:30 | 3× 2×                      | verslag | 3× 4×       | Íþróttamiðstöð Hauka, Hafnarfjörður Toeschouwers: 485 Scheidsrechters: Florescu, Stoia (ROU) |

| Woensdag 1 juni 2016 19:00 | Zwitserland | 23–25   | Duitsland | Sporthalle Kreuzbleiche, St. Gallen Toeschouwers: 1.479 Scheidsrechters: Rakytina, Tkachuk (UKR) |
| Woensdag 1 juni 2016 19:00 | Hodel 7     | (14–14) | Huber 8   | Sporthalle Kreuzbleiche, St. Gallen Toeschouwers: 1.479 Scheidsrechters: Rakytina, Tkachuk (UKR) |
| Woensdag 1 juni 2016 19:00 | 3× 6×       | verslag | 3× 1×     | Sporthalle Kreuzbleiche, St. Gallen Toeschouwers: 1.479 Scheidsrechters: Rakytina, Tkachuk (UKR) |

| Woensdag 1 juni 2016 20:00 | IJsland       | 16–30   | Frankrijk | Valshöllin, Reykjavík Toeschouwers: 450 Scheidsrechters: Jaškins, Žabko (LAT) |
| Woensdag 1 juni 2016 20:00 | Knútsdóttir 7 | (7–15)  | Dembélé 6 | Valshöllin, Reykjavík Toeschouwers: 450 Scheidsrechters: Jaškins, Žabko (LAT) |
| Woensdag 1 juni 2016 20:00 | 2×            | verslag | 2×        | Valshöllin, Reykjavík Toeschouwers: 450 Scheidsrechters: Jaškins, Žabko (LAT) |

| Zaterdag 4 juni 2016 20:00 | Frankrijk   | 28–21   | Zwitserland | Beauvais Toeschouwers: 2.000 Scheidsrechters: Di Domenico, Fornasier (ITA) |
| Zaterdag 4 juni 2016 20:00 | Lacrabère 6 | (15–8)  | Scherer 6   | Beauvais Toeschouwers: 2.000 Scheidsrechters: Di Domenico, Fornasier (ITA) |
| Zaterdag 4 juni 2016 20:00 | 2× 3×       | verslag | 3× 4×       | Beauvais Toeschouwers: 2.000 Scheidsrechters: Di Domenico, Fornasier (ITA) |

| Zondag 5 juni 2016 17:00 | Duitsland | 33–21   | IJsland                   | Porsche-Arena, Stuttgart Toeschouwers: 2.308 Scheidsrechters: Thomassen, Schmack (BEL) |
| Zondag 5 juni 2016 17:00 | Lang 7    | (15–9)  | Kjærnested, Knútsdóttir 4 | Porsche-Arena, Stuttgart Toeschouwers: 2.308 Scheidsrechters: Thomassen, Schmack (BEL) |
| Zondag 5 juni 2016 17:00 | 2× 1×     | verslag | 1×                        | Porsche-Arena, Stuttgart Toeschouwers: 2.308 Scheidsrechters: Thomassen, Schmack (BEL) |

### Ranking van de derde geklasseerde teams
Om te bepalen welk team, het beste derde geklasseerde team is uit de verschillende groepen, worden alleen de resultaten tegen de eerste en tweede geklasseerde teams meegenomen. De resultaten tegen de vierde geklasseerde teams worden buiten beschouwing gelaten. Per saldo tellen 4 wedstrijden per team mee.
| Pos | Team        | Wed | W | G | V | Ptn | DV  | DT  | +/− | Kwalificatie |
| --- | ----------- | --- | - | - | - | --- | --- | --- | --- | ------------ |
| 1   | Slovenië    | 4   | 1 | 0 | 3 | 2   | 85  | 96  | −11 | Eindtoernooi |
| 2   | Wit-Rusland | 4   | 1 | 0 | 3 | 2   | 92  | 112 | −20 |              |
| 3   | Oekraïne    | 4   | 0 | 0 | 4 | 0   | 101 | 120 | −19 |              |
| 4   | Slowakije   | 4   | 0 | 0 | 4 | 0   | 88  | 115 | −27 |              |
| 5   | Oostenrijk  | 4   | 0 | 0 | 4 | 0   | 88  | 124 | −36 |              |
| 6   | Turkije     | 4   | 0 | 0 | 4 | 0   | 97  | 135 | −38 |              |
| 7   | IJsland     | 4   | 0 | 0 | 4 | 0   | 71  | 112 | −41 |              |